# Halowe Mistrzostwa Europy w Lekkoatletyce 1976 – bieg na 1500 m kobiet
Bieg na 1500 metrów kobiet – jedna z konkurencji biegowych rozgrywanych podczas halowych lekkoatletycznych mistrzostw Europy w  Olympiahalle w Monachium. Rozegrano od razu bieg finałowy 22 lutego 1976. Zwyciężyła reprezentantka Republiki Federalnej Niemiec Brigitte Kraus. Tytułu zdobytego na poprzednich mistrzostwach nie obroniła Natalia Mărășescu z Rumunii, która tym razem zdobyła srebrny medal.

## Rezultaty

### Finał
Rozegrano od razu bieg finałowy, w którym wzięło udział 9 biegaczek.

Opracowano na podstawie materiału źródłowego.
| Miejsce | Zawodniczka         | Czas   | Uwagi |
| ------- | ------------------- | ------ | ----- |
| 1       | Brigitte Kraus      | 4:15,2 |       |
| 2       | Natalia Mărășescu   | 4:15,6 |       |
| 3       | Rosica Pechliwanowa | 4:15,8 |       |
| 4       | Sonja Castelein     | 4:21,8 |       |
| 5       | Rumjana Czawdarowa  | 4:21,9 |       |
| 6       | Cornelia Bürki      | 4:22,0 | NR    |
| 7       | Ludmiła Bragina     | 4:23,9 |       |
| 8       | Weseła Jacinska     | 4:24,1 |       |
| 9       | Czesława Surdel     | 4:25,2 |       |